# 타마라 카르사비나

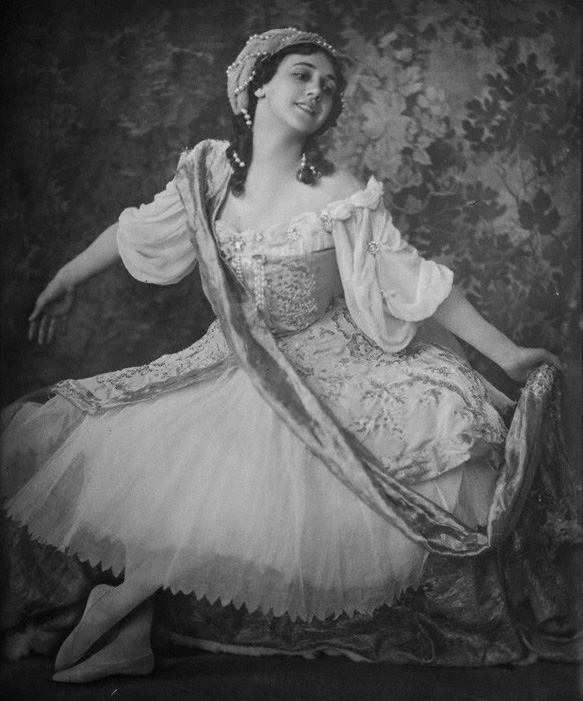

타마라 카르사비나(Тамара Платоновна Карсавина, 1885년 3월 10일 ~ 1978년 5월 26일)는 아름다움으로 명성을 떨친 러시아의 발레 무용수이다. 런던 햄프스티드에 정착한 이후 전문적으로 발레를 가르치기 시작했으며 현대 영국 발레의 설립자들 중 한 명으로 인식된다. 로열 발레단의 창단을 도왔다.
상트페테르부르크에서 태어났다.
카르사비나의 유명한 역할로는 해적 (발레)의 메도라 등이 있다.